# Szymbark (Gorlice)
Szymbark (deutsch: Schönberg) ist eine Ortschaft mit einem Schulzenamt der Landgemeinde Gorlice im Powiat Gorlicki der Woiwodschaft Kleinpolen, Polen.

## Geographie
Der Ort liegt am Fluss Ropa unter den Niederen Beskiden.

## Geschichte
Der Ort wurde im 14. Jahrhundert von deutschen Siedlern gegründet. Der Name leitet sich vom deutschen Schönberg ab. Das Dorf war auch Sitz der Adelsfamilie Gładysz.
Bei der Ersten Teilung Polens kam Szymbark 1772 zum neuen Königreich Galizien und Lodomerien des habsburgischen Kaiserreichs (ab 1804). Nach dem Ende des Ersten Weltkriegs und dem Zusammenbruch der Donaumonarchie, kam Szymbark 1918 zu Polen.

## Sehenswürdigkeiten
- Schutzhof (2. Hälfte 16. Jahrhundert)
- Freilichtmuseum
- Holzkirche (1782)
- Ehemalige Griechisch-Katholische Kirche (1821).

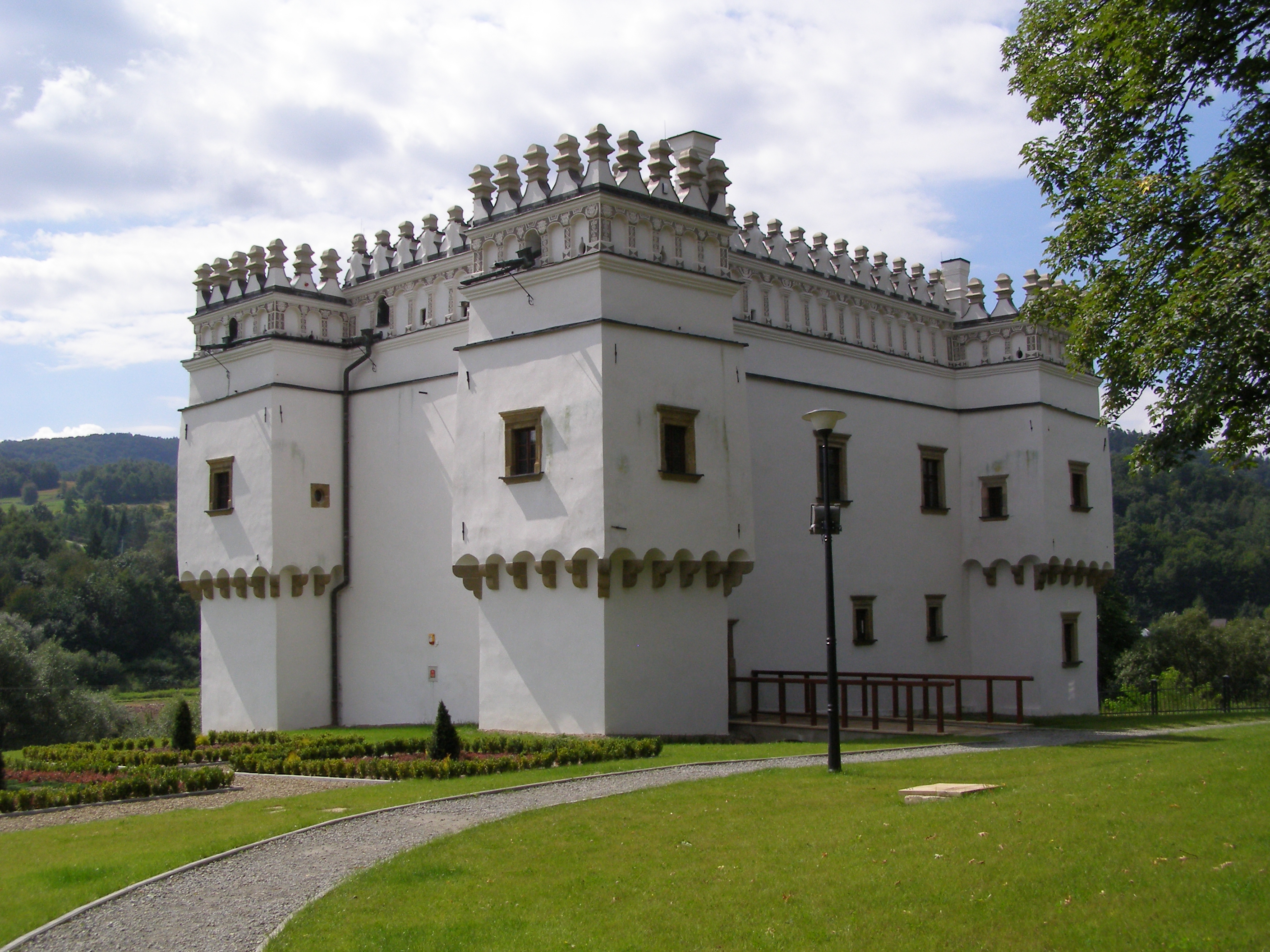
Schutzhof
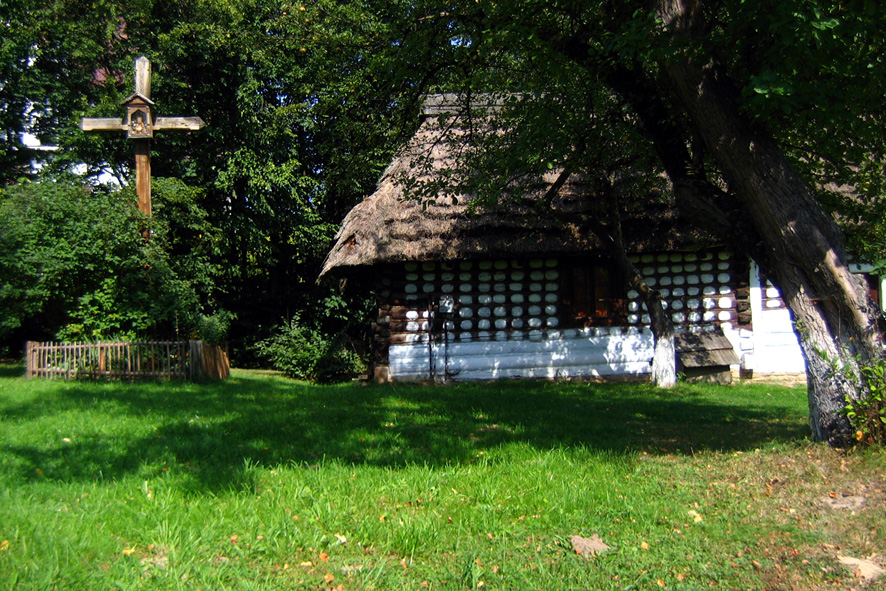
Freilichtmuseum
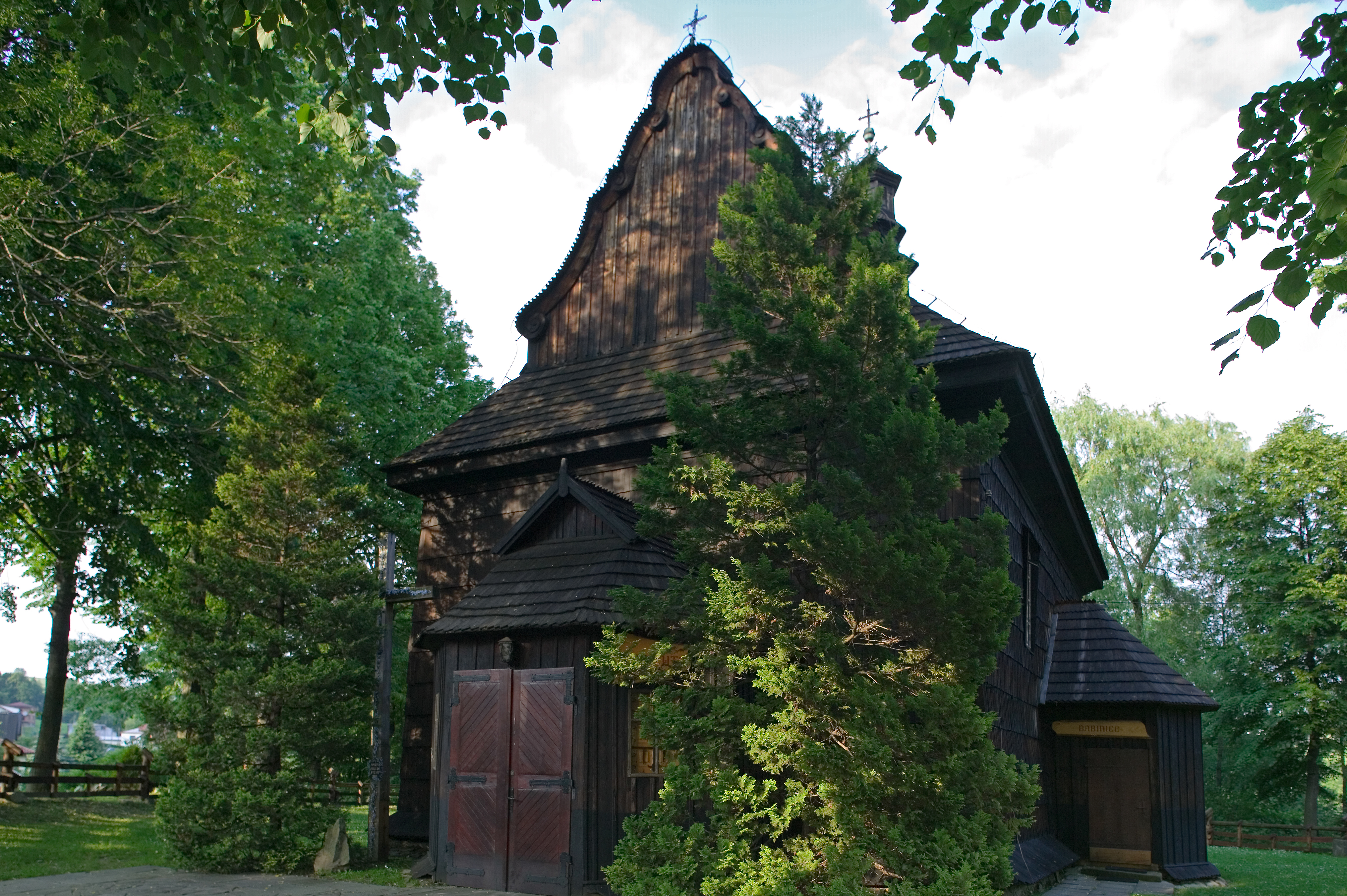
Katholische Holzkirche
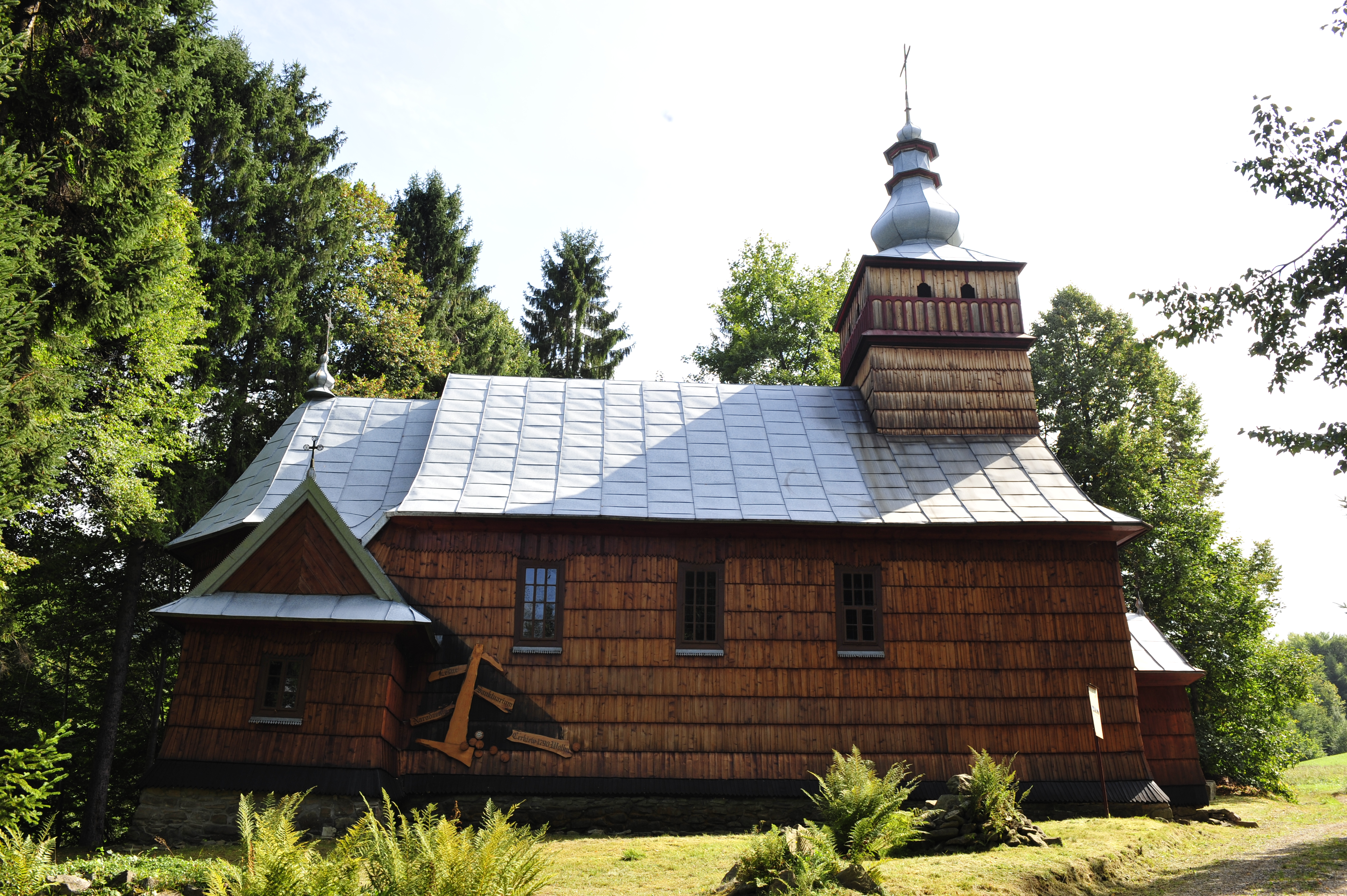
Ehemalige Griechisch-Katholische Kirche

## Verkehr
Durch Szymbark verläuft die Staatsstraße DK 28, die Zator über Nowy Sącz mit Przemyśl verbindet.